# Cá hồi chấm hồng
Cá hồi chấm hồng (danh pháp khoa học: Salvelinus, tiếng Anh: char hoặc charr) là một chi thuộc họ Cá hồi. Một vài loài trong chi này còn được gọi là cá hương. Nhiều thành viên trong chi cá này được con người xem là rất phổ biến trong trò câu cá thể thao đặc biệt như loài cá hồi hồ (S. namaycush), nhiều loài trong chi cá này có giá trị thương mại và được nhập khẩu về nuôi ở nhiều nơi và từ đó nhiều trong số những loài này đã trở thành loài xâm lấn.

## Các loài
Hiện hành có 51 loài đã được ghi nhận trong chi này
- †Salvelinus agassizi (Garman, 1885) (Cá hồi bạc)
- Salvelinus albus Glubokovksy, 1977 (Cá hồi trắng)
- Salvelinus alpinus (Linnaeus, 1758) (Arctic char, "Dolly Varden" (historical use))
  - S. a. alpinus (Linnaeus, 1758)
  - S. a. erythrinus (Georgi, 1775) (davatchan)
  - S. a. taranetzi (Kaganowsky, 1955)
- Salvelinus anaktuvukensis Morrow, 1973 (angayukaksurak char)
- Salvelinus andriashevi L. S. Berg, 1948 (Cá hồi Chukot)
- Salvelinus boganidae L. S. Berg, 1926 (Cá hồi Boganida)
- Salvelinus colii (Günther, 1863)
- Salvelinus confluentus (Suckley, 1859) (Cá hồi bò)
- Salvelinus curilus (Pallas, 1814)
- Salvelinus czerskii Dryagin, 1932 (Cá hồi Cherskii')
- Salvelinus drjagini Logashev, 1940 (Cá hồi Dryanin)
- Salvelinus elgyticus Viktorovsky & Glubokovksy, 1981 (small-mouth char)
- Salvelinus evasus Freyhof & Kottelat, 2005
- Salvelinus faroensis Joensen & Tåning, 1970
- Salvelinus fimbriatus Regan, 1908

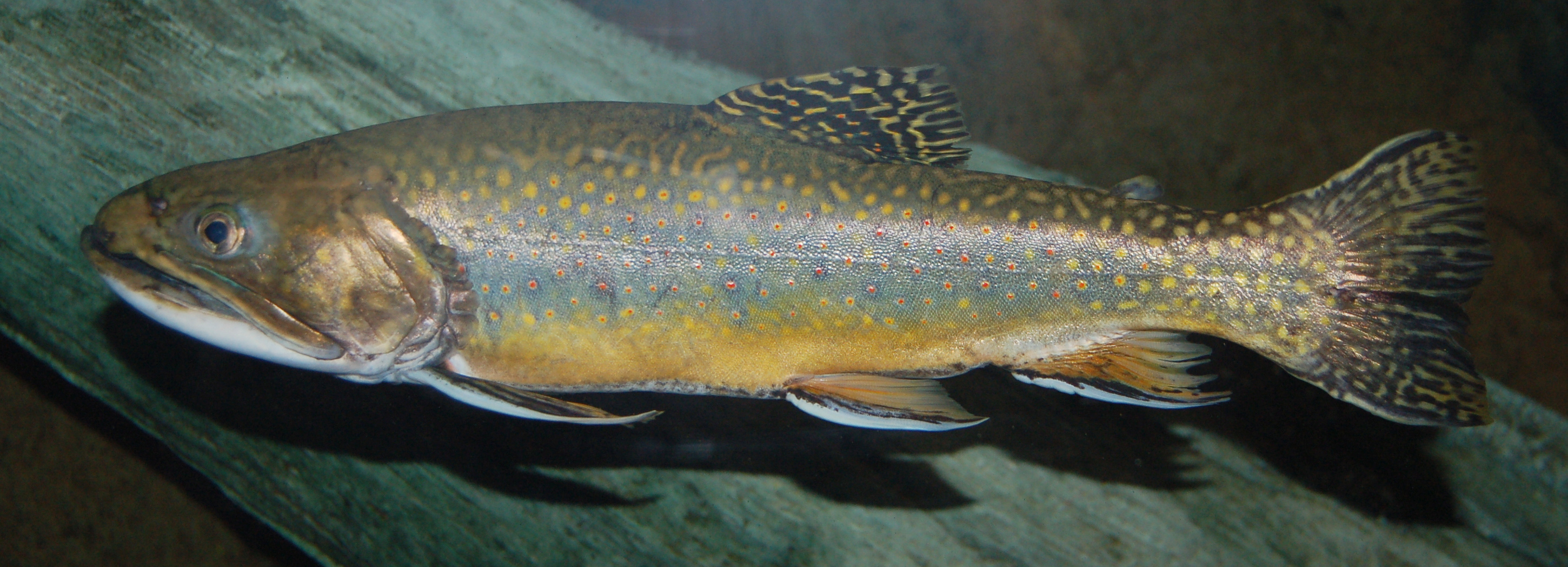
Salvelinus fontinalis

- Salvelinus fontinalis (Mitchill, 1814) (brook trout, coaster trout, speckled trout)
- Salvelinus gracillimus Regan, 1909
- Salvelinus grayi (Günther, 1862)
- Salvelinus gritzenkoi Vasil'eva & Stygar, 2000
- Salvelinus inframundus Regan, 1909
- Salvelinus jacuticus Borisov, 1935 (Yakutian char)
- Salvelinus japonicus Ōshima, 1961 (S. leucomaenis)
- Salvelinus killinensis (Günther, 1866)
- Salvelinus krogiusae Glubokovksy, Frolov, Efremov, Ribnikova & Katugin, 1993
- Salvelinus kronocius Viktorovsky, 1978

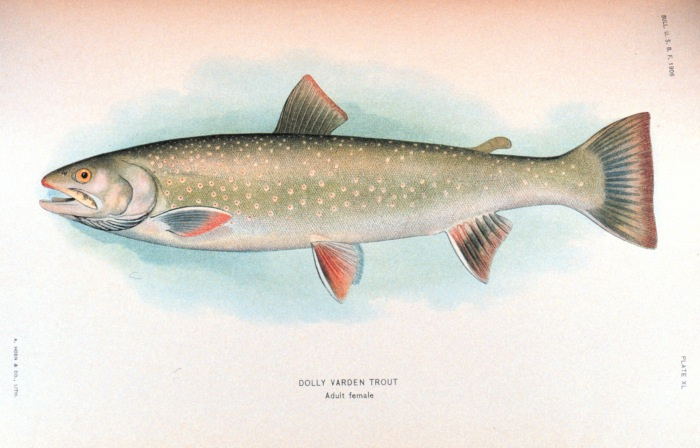
Dolly Varden trout, Salvelinus malma

- Salvelinus kuznetzovi Taranetz, 1933
- Salvelinus lepechini (J. F. Gmelin, 1789)
- Salvelinus leucomaenis (Pallas, 1814) (white-spotted char, iwana)
  - S. l. imbrius D. S. Jordan & E. A. McGregor, 1925
  - S. l. leucomaenis (Pallas, 1814)
  - S. l. pluvius (Hilgendorf, 1876)
- Salvelinus levanidovi Chereshnev, Skopets & Gudkov, 1989
- Salvelinus lonsdalii Regan, 1909
- Salvelinus mallochi Regan, 1909
- Salvelinus malma (Walbaum, 1792)
  - S. m. krascheninnikova Taranetz, 1933
  - S. m. malma (Walbaum, 1792)
  - S. m. miyabei Ōshima, 1938 (Cá hồi Miyabe)
- Salvelinus maxillaris Regan, 1909
- Salvelinus murta (Sæmundsson, 1909)
- Salvelinus namaycush (Walbaum, 1792) Cá hồi hồ.
- Salvelinus neiva Taranetz, 1933 (Neiva)
- †Salvelinus neocomensis Freyhof & Kottelat, 2005

- Salvelinus obtusus Regan, 1908

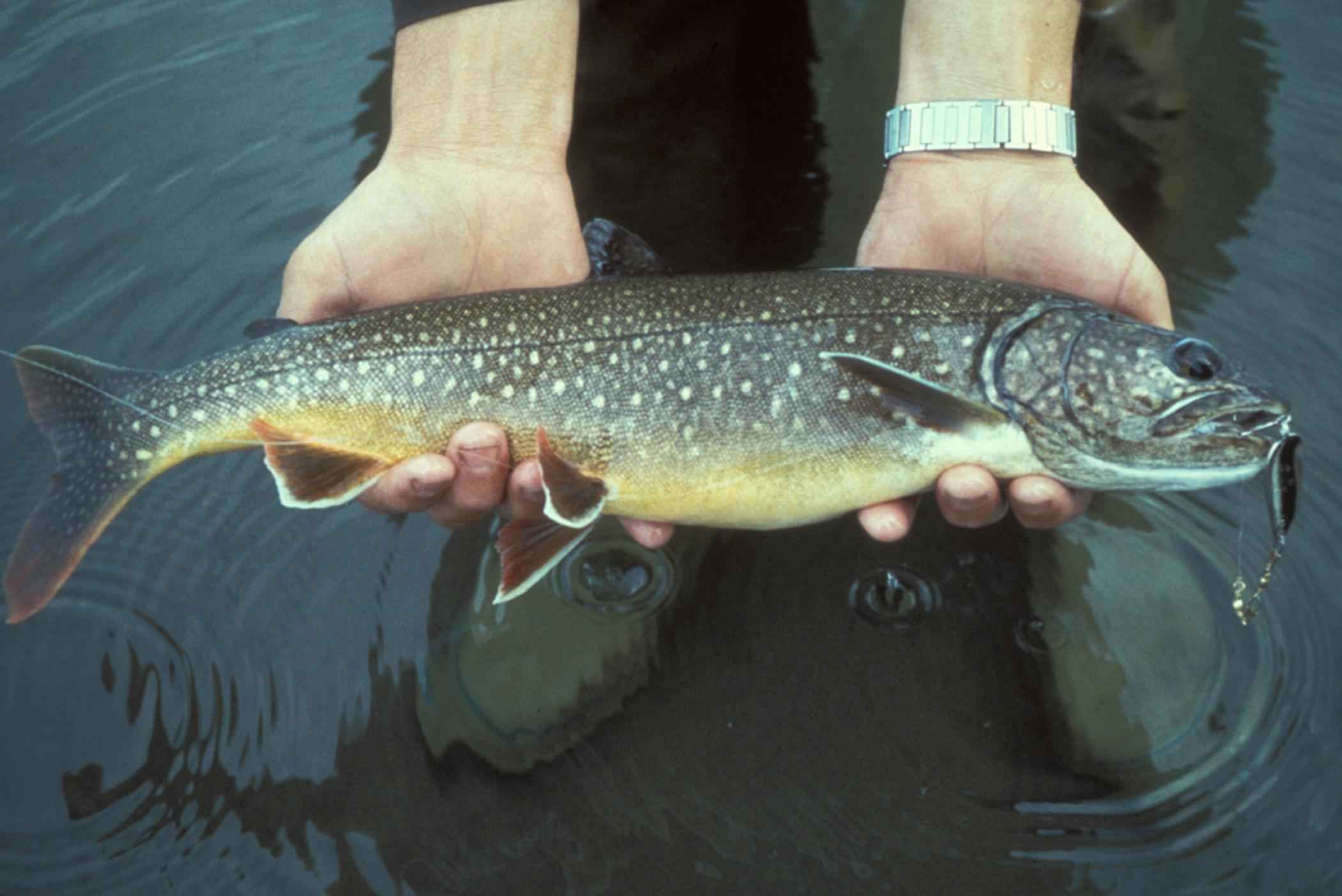
Cá hồi hồ, Salvelinus namaycush

- Salvelinus perisii (Günther, 1865)
- †Salvelinus profundus (Schillinger, 1901)
- Salvelinus salvelinoinsularis (Lönnberg, 1900)
- Salvelinus schmidti Viktorovsky, 1978
- Salvelinus struanensis (Maitland, 1881)
- Salvelinus taimyricus Mikhin, 1949
- Salvelinus taranetzi Kaganowsky, 1955 (dwarf Arctic char, Taranets char)
- Salvelinus thingvallensis (Sæmundsson, 1909)
- Salvelinus tolmachoffi L. S. Berg, 1926 (Lake Yessey char)
- Salvelinus umbla (Linnaeus, 1758) * Salvelinus vasiljevae Safronov & Zvezdov, 2005 (Cá hồi Sakhalinian)
- Salvelinus willoughbii (Günther, 1862)
- Salvelinus youngeri (Friend, 1965) (cá hồi vàng)

### Giống lai
- S. alpinus × S. fontinalis – Cá hồi Alsatian
- S. namaycush × S. fontinalis – splake, brookinaw
- S. fontinalis × Salmo trutta – Cá hồi hổ
- S. leucomaensis x O. masou – Kawasaba